# Thomas Birch
Thomas Birch (23 novembre 1705 – 9 gennaio 1766) è stato uno storico e presbitero inglese.

## Biografia
Figlio di quaccheri, fu sacerdote e segretario della Royal Society di Londra. Svolgendo quest incarico raccolse molte notizie storiche e scrisse la versione in inglese del Dictionnaire historique et critique di Pierre Bayle. Alla sua morte, dovuta ad una caduta da cavallo, la sua biblioteca fu donata al British Museum.
Durante i suoi studi raccolse le liste delle persone decedute a Londra dal 1657, insieme a ricerche di matematica attuariale di diversi autori inglesi.

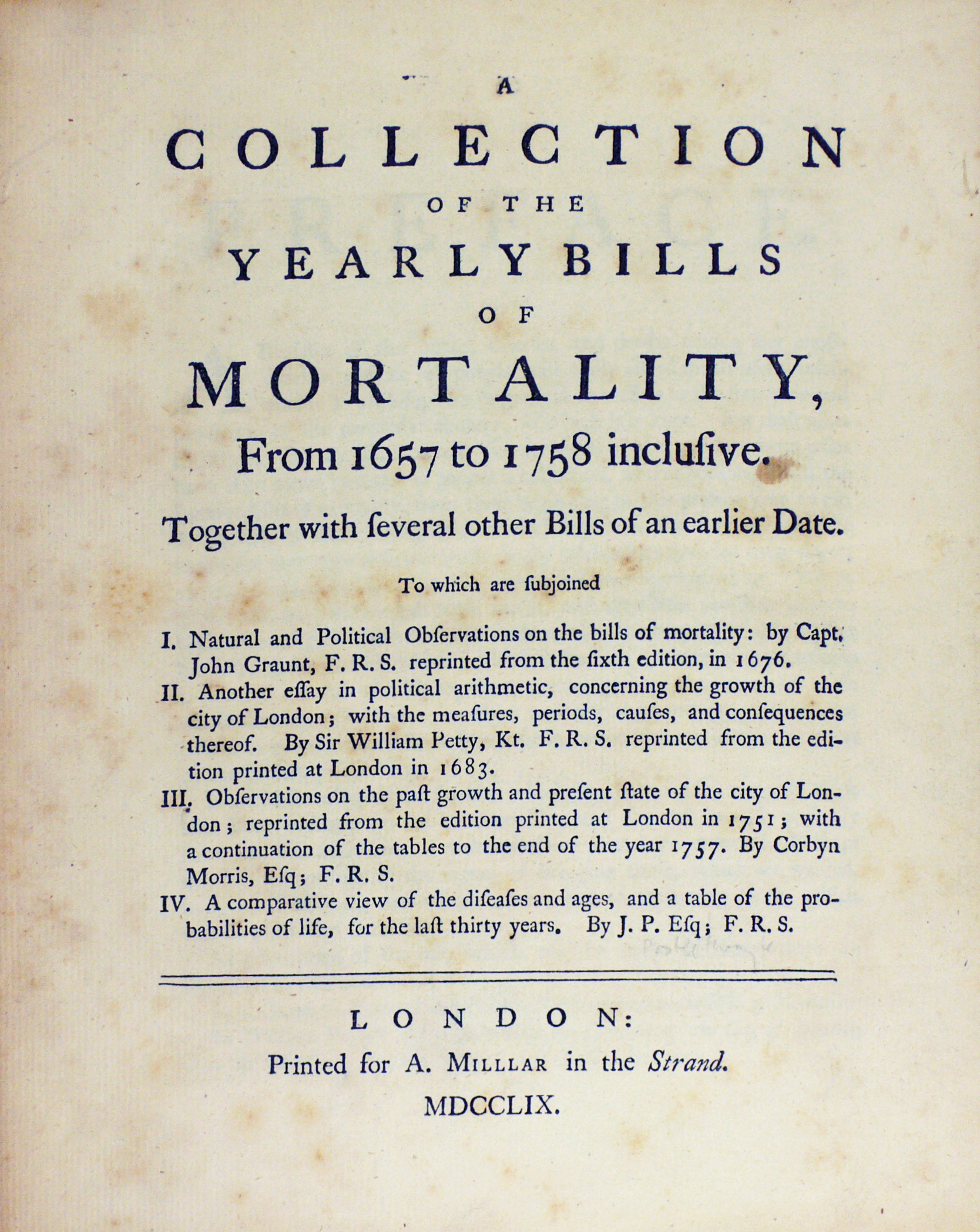
Collection of the yearly bills of mortality, 1759 (Fondazione Mansutti, Milano)